# Gærdekartebolle
Gærdekartebolle (Dipsacus fullonum), også kaldet almindelig kartebolle, er en blomsterplante i kartebollefamilien. Den er vildtvoksende i dele af Europa, Asien og Afrika (Middelhavsområdet), men findes nu også i størstedelen af disse verdensdele, foruden i Nord- og Sydamerika, Australien og New Zealand som en indført art. I USA og Australien betragtes den som landskabsukrudt. Gærdekartebolle har en meget karakteristisk blomsterstand i form af et ægformet eller cylindrisk hoved med lilla blomster i ringe. Under hovedet findes kraftige udstående svøbblade, som bliver tilbage efter afblomstring. Blomsterne har udragende støtteblade, der er stive og stikkende. Gærdekartebolle er den vilde form af den tidligere dyrkede ægte kartebolle.

## Beskrivelse
Gærdekartebolle er toårige kraftige tidselagtige, stikkende urter, typisk 1-1,5 m høje. Der er modsatstillede, siddende lancetformede blade, som ved grunden er sammenvoksede og kan opsamle regnvand. Det latinske slægtsnavn, Dipsacus, som er afledt af et græsk ord for tørst, er en hentydning til dette. En undersøgelse fra 2011 viser en øget frøsætning, hvis man anbringer døde insekter i det opsamlede vand. Det antyder, at planten måske er kødædende, men der er behov for nærmere studier for at fastslå det med sikkerhed.
Blomsterne er oversædige. Kronen er let uregelmæssig med et langt rør og 4 flige. Der er 4 frie støvdragere og 1 frugtanlæg med 1 griffel. Blomstringen begynder i et bælte omkring midten af blomsterhovedet, og flytter sig så i 2 ringe gradvist mod top og bund. Frugten er en nød.

## Dyrkning og brug
Gærdekartebolle, og især også den forædlede form ægte kartebolle, var tidligere dyrket for at bruge de tørrede blomsterstande til kartning af uld men bruges ikke længere til kommerciel kartning. Den brugtes desuden til at opkradse uldent klæde, således at luven rejste sig. Kartebolle dyrkes også af og til som prydplante, og de tørrede hoveder bruges i blomsterdekorationer.
Gærdekartebolle har også i folkemedicinen været anvendt som lægeplante. Roden er bl.a. blevet brugt som et vanddrivende middel og mod lever- og mavelidelser.

## Udbredelse i Danmark
I Danmark er gærdekartebolle indført og forvildet fra tidligere dyrkning. Den findes hist og her på de danske øer, og sjældnere i Jylland, i haver, vejkanter og ruderater.